# Hilmar Proft
Hilmar Proft (* 8. Juni 1931; † 2022 in Berlin) war ein deutscher Illustrator und Kostümbildner.

## Leben und Werk
Proft studierte Kostümbild und arbeitete danach an verschiedenen Theatern in seinem Beruf und seit den 1960er Jahren als freischaffender Maler und Grafiker in Berlin. Er ist verheiratet mit Irmhild Proft, mit der er eine große Zahl von Buchillustrationen für den Alfred Holz-Verlag, den Altberliner Verlag Lucie Groszer, Aufbau-Verlag, Eulenspiegel-Verlag, Kinderbuchverlag, Verlag Das Neue Berlin und Volk und Welt schuf. Dabei kamen sie zu künstlerisch und handwerklich ausgefallenen Lösungen. Z. B. arbeiteten sie bei den Illustrationen zu Jonathan von Günther Feustel (Altberliner Verlag Lucie Groszer, 1969) mit Materialcollagen, bei denen sie scherenschnitthaft gepresste Pflanzen, Häkelstrukturen und zurechtgezupfte, meist grobe Gewebe benutzten. Für Armer Ritter von Peter Hacks (Der Kinderbuchverlag, 1981) schufen sie fantasievolle Adaptionen der Bilder der Manessischen Liederhandschrift.
Mit seiner Frau gestaltete Proft u. a. auch 1973 die Puppen für den Film Peter und der Wolf des DEFA-Studios für Trickfilme. In allen Arbeiten wird das Paar als gemeinsamer Urheber genannt, und das Werk lässt nicht erkennen, welchen Anteil jeder an seiner Entstehung hatte.
Proft war bis 1990 Mitglied des Verbands Bildender Künstler der DDR. Er lebt mit seiner Frau in Berlin-Biesdorf, wo beide selbstbestimmt gemeinsam aus dem Leben schieden.

## Beteiligung an zentralen und wichtigen regionalen Ausstellungen in der DDR
- 1967/1968 und 1977/1978; Dresden, VI. Deutsche Kunstausstellung und VIII. Kunstausstellung der DDR
- 1976: Berlin, Bezirkskunstausstellung
- 1979: Berlin, Ausstellungszentrum am Fernsehturm („Buchillustrationen in der DDR. 1949–1979“)